# Tatabánya Mustangs 2017
Questa voce raccoglie le informazioni riguardanti i Tatabánya Mustangs nelle competizioni ufficiali della stagione 2017.

## Maschile

### Divízió II 2017

#### Stagione regolare
| 9 aprile 2017 3ª giornata | Tatabánya Mustangs | 13 – 12 | Újpest Bulldogs |  |

| 29 aprile 2017 6ª giornata | Tatabánya Mustangs | 21 – 7 | Budapest Titans |  |

| 14 maggio 2017 7ª giornata | Boda Troopers | 6 – 22 | Tatabánya Mustangs |  |

| 27 maggio 2017 9ª giornata | Tatabánya Mustangs | 0 – 23 | Szombathely Crushers |  |

| 4 giugno 2017 10ª giornata | Szekszárd Bad Bones | 38 – 9 | Tatabánya Mustangs |  |

#### Playoff
| 18 giugno 2017 | Rebels Oldboys | 51 – 14 | Tatabánya Mustangs |  |

### Statistiche di squadra
| Competizione      | %Vittorie | In casa | In casa | In casa | In casa | In casa | In casa | In trasferta | In trasferta | In trasferta | In trasferta | In trasferta | In trasferta | Totale | Totale | Totale | Totale | Totale | Totale |
| Competizione      | %Vittorie | G       | V       | N       | P       | Pf      | Ps      | G            | V            | N            | P            | Pf           | Ps           | G      | V      | N      | P      | Pf     | Ps     |
| ----------------- | --------- | ------- | ------- | ------- | ------- | ------- | ------- | ------------ | ------------ | ------------ | ------------ | ------------ | ------------ | ------ | ------ | ------ | ------ | ------ | ------ |
| Stagione regolare | .600      | 3       | 2       | 0       | 1       | 34      | 42      | 2            | 1            | 0            | 1            | 31           | 44           | 5      | 3      | 0      | 2      | 65     | 86     |
| Playoff           | .000      | 0       | 0       | 0       | 0       | 0       | 0       | 1            | 0            | 0            | 1            | 14           | 51           | 1      | 0      | 0      | 1      | 14     | 51     |
| Totale            | .500      | 3       | 2       | 0       | 1       | 34      | 42      | 3            | 1            | 0            | 2            | 45           | 95           | 6      | 3      | 0      | 3      | 79     | 137    |